# Терновка (Терновский район)

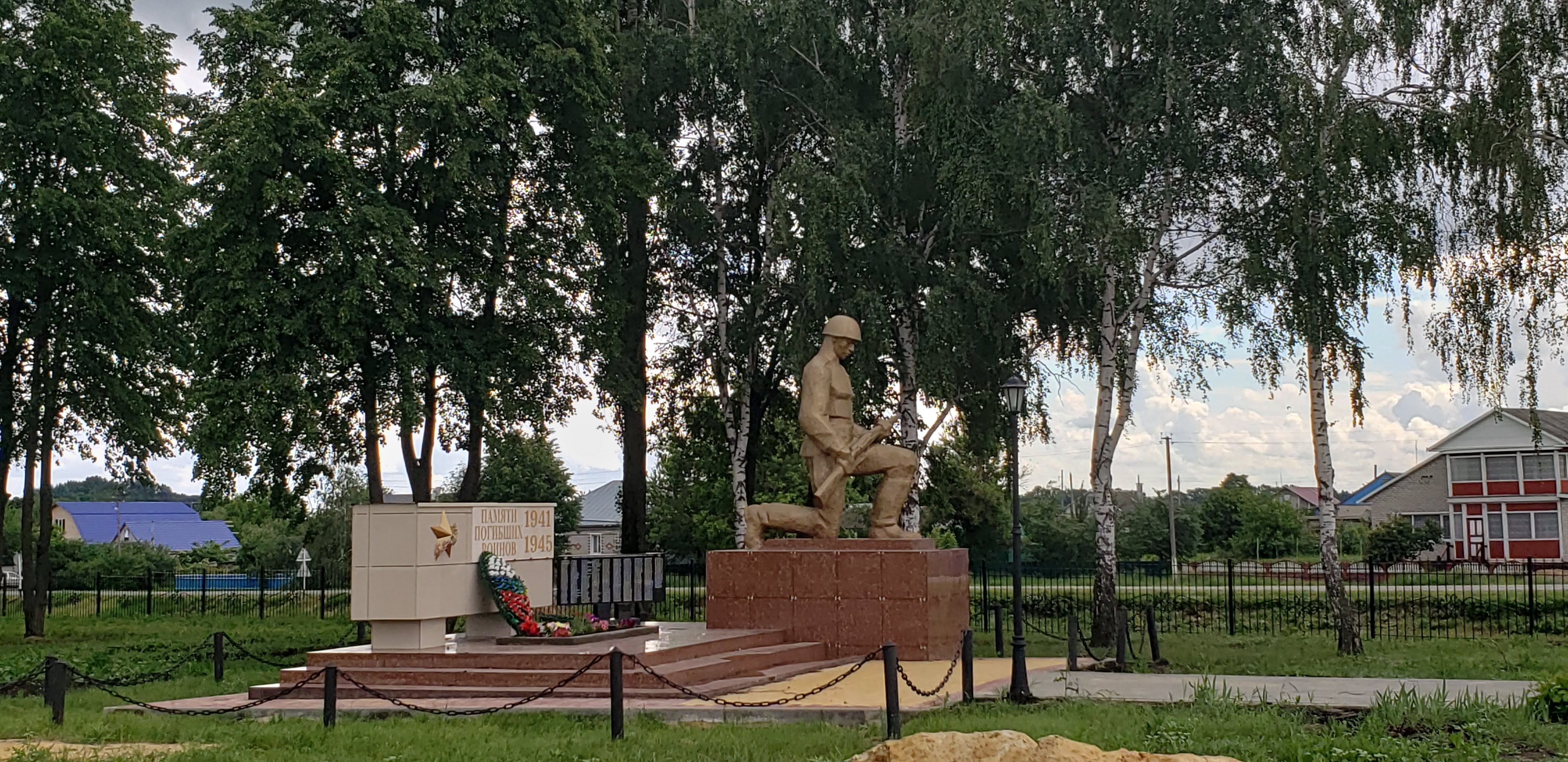
Памяти погибших воинов 1941—1945

Терно́вка — село в России Воронежской области.
Административный центр Терновского района и Терновского сельского поселения.
Названо в честь небольшой реки Терновка, по берегам которой обильно рос дикий тёрн.
Село расположено на северо-востоке Воронежской области рядом с одноимённой рекой Терновкой, которая протекает через село на его востоке и двумя искусственными водоёмами прудом Пятнадцатый и Новый пруд, которые находятся на северо-востоке села. Так же через село проходит железная дорога, которая формально разделяет его на «центр» и «за линией». Центром считается направления от улицы Советская, а за линией Первомайская и как не трудно догадаться железная дорога проходит примерно между этими улицами. Советская улица является основоположницей строительства гражданских объектов на территории села. Первомайская улица гораздо старше Советской улицы, считается от неё и пошла Терновка.

## История

### Предыстория, основание села XVIII век

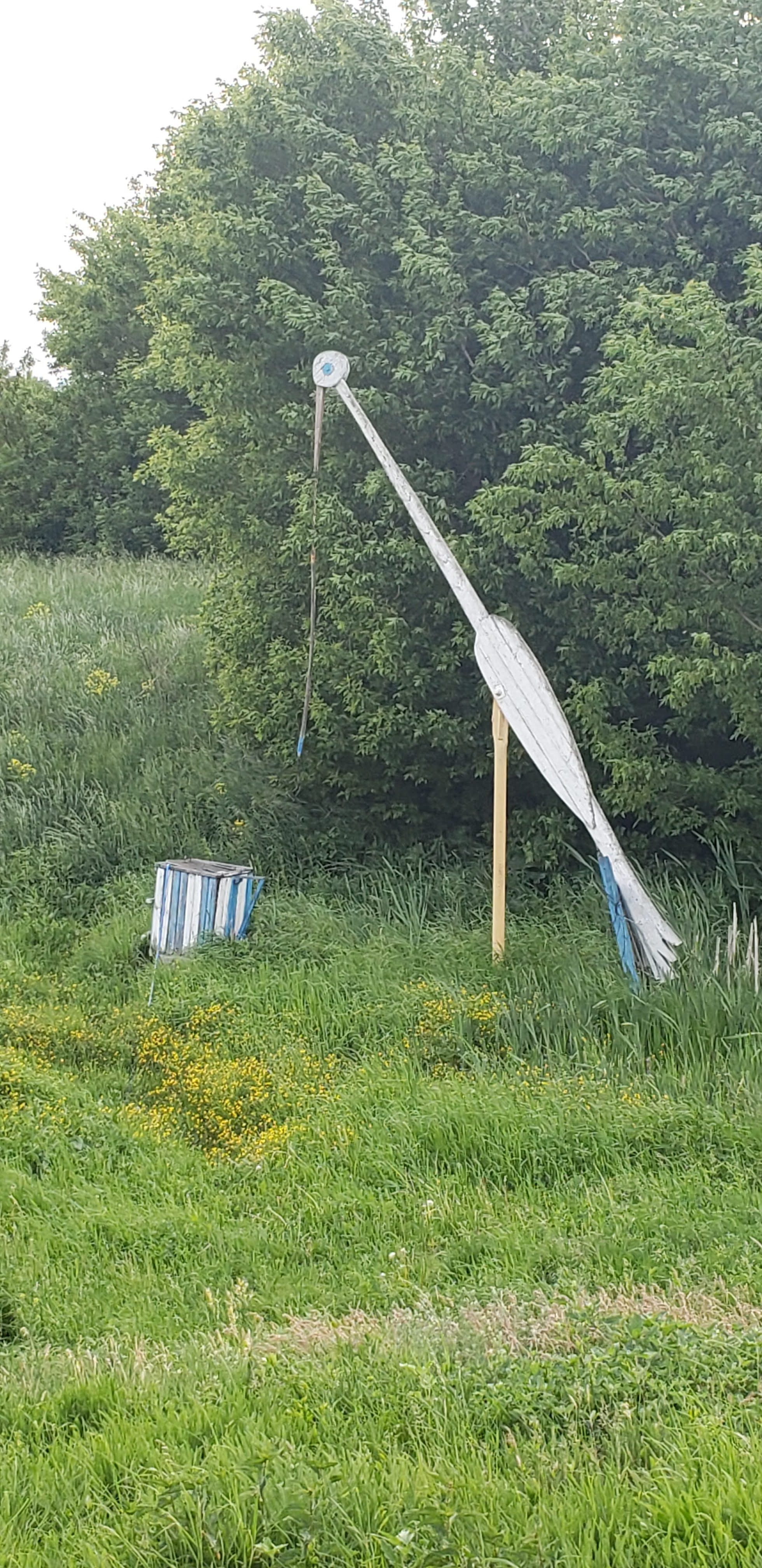
Колодец-Журавель, Терновка

История Терновки (Борисоглебский уезд ,Тамбовская губерния) начинается с истории небольшого села с одноимённым названием. «Село основали в 1730 году свободные крестьяне. Они назвали себя вольными хлебопашцами. Вскоре рядом с ними поселился помещик — майор Никита Васильевич Новосильцов — и построил господский дом. Появилась и группа его крепостных крестьян. Откуда не известно. Может быть, он перевёл их сюда из других своих владений. А может быть, обратил в крепостных некоторых обедневших вольных хлебопашцев. По данным „ревизских сказок“ 1763 года население Терновки составляло 150 человек. В 1766 году майор Новосельцев умер. Его имение досталось многочисленным наследникам. После этого „ревизские сказки“ в числе владельцев отдельных групп крепостных крестьян называют двух Пановых, двух Кондоуровых, Окорокова и Цыплятева». На старинных картах на месте нынешней Терновки имелись такие надписи: Терновка, Крестовоздвиженское, Новосильцово, Паново. В этих названиях (кроме первого и второго) — фамилии мелких захудалых помещиков.
В Тамбовском и Борисоглебском архивах документов о селе сохранилось мало. Большинство исследователей истории села опираются на свидетельства «Епархиальной ведомости по истории сёл Тамбовской епархии», сохранившейся в Тамбовском архиве. Она датируется 1889 годом. Копия данного документа хранится в районной библиотеке. История Терновки составлена дьяконом Павлом Цоптаевым. По словам священнослужителя, происхождение наименований села самое естественное: Новосильцовым село именовалось по фамилии барыни-владелицы, вдовы майора Евдокии Фёдоровны Новосильцовой. После её смерти село унаследовала её дочь, в замужестве Евдокия Никитовна Панова.
Второе название — Крестовоздвиженское, появилось потому, что храм села был освящён в честь Воздвижения честного и животворящего Креста Господня. Название Терновка появилось в народе следующим образом: на краю села протекает небольшая речка, берега которой поросли зарослями дикого тёрна. Речку прозвали Терновкою, в XIX веке за селом закрепилось именно это название.
В Ревизских сказках Борисоглебского уезда от 1782 года указано, что село по берегам реки Терновки и пруда имеет деревянную церковь, кузницу и мельницу. Помимо крепостных крестьян здесь проживают и «вольные хлебопашцы» 47 дворов (430 жителей).
Особое внимание в Епархиальной ведомости уделено описанию освобождения крестьян помещицы Пановой от крепостной зависимости на 50 лет раньше полной отмены крепостничества в России. Это самый выдающийся факт истории этого села.
Многие факты Епархиальной ведомости изложены со слов старожила Терновки Агапа Дмитриевича Симонова. По словам Павла Цоптаева к концу века он уже был глубоким стариком, говорившим: «Когда француз в Москве был, мне было лет 15», значит, приблизительной датой его рождения был 1797 год. Несмотря на возраст, как утверждает дьякон, старик Симонов имел хорошую память. По словам Агапа Симонова, мысль о том, чтобы отпустить крестьян на волю и передать им во владение землю зародилась в голове Евдокии Никитовны Пановой после смерти её супруга, статского советника Афанасия Григорьевича Панова в 1806 году, июля, 18 дня. Возможность осуществления своего решения женщина нашла в первом пункте Указа Императора Александра I Сенату от 20 февраля 1803 года «О вольных хлебопашцах». В описании условия освобождения крестьян Терновки, Павел Цоптаев опирается на подлинник документа — прошение Евдокии Никитовны Пановой на имя Императора Александра Павловича, датированная от 10 января 1811 года. Со слов священника «условие это в подлиннике сохранилось до настоящего времени в целости, написано оно на гербовой бумаге, тридцатикопеечного достоинства, на оттиске печати значится 1809 год». Данный документ в архивах Тамбовской и Воронежской области пока найти не удалось.
Дьякон утверждает, что помещица просила разрешение отпустить на вольные хлебопашества с предоставлением им своей собственной земли 156 ревизских (то есть мужских) душ, проживающих в селе Терновка и Афанасьевка, площадь земли 3197 десятин со всеми угодьями и мельницами. По условиям прошения свободу крестьяне должны были получить после её смерти. Детей у Евдокии Пановой не было, а другим наследникам приказано было не вступаться. Вторым пунктом прошения было указано: крестьянам в течение 15 лет выплачивать по 300 рублей в Тамбовский приход общественного призрения, а кроме того выстроить дворовым людям барыни приличные дома. Особым пунктом отмечалось, что барский дом с пристройками, двором, а также сад крестьянам не передается, их надобно продать, а деньги передать на украшение церкви.
Краевед Прохоров В. А., автор историко-топонимического словаря «Вся Воронежская земля» считает, что этот исторический факт не мог быть проявлением гуманности помещицы, скорее всего крестьян было решено отпустить в силу какой-то необходимости. «Может быть, — пишет Валентин Андреевич, крестьяне ранее были вольными, а потом, будучи закрепощёнными, сильно бунтовали. Словом, разрешение этой загадки представляло бы определённый интерес». Однако, в Воронежском государственном архиве сохранились рукописи Прохорова, изучив которые можно прийти к выводу, что автор историко-топонимического словаря «Вся Воронежская земля» не был знаком с Епархиальной ведомостью, его умозаключения основываются на данных ревизских сказок. Статья Википедии же основана на детальном изучении истории села, составленной дьяконом Цоптаевым, в которой подробно описаны моральные качества барыни Пановой: «наблюдала за семейной жизнью крестьян», «заботилась о религиозно-нравственных нуждах их», «ограждала их от обид со стороны соседних помещиков». Таким образом, можно прийти к выводу, что факт освобождения от крепостной зависимости крестьян проявлением богобоязненности и гуманности барыни Евдокии Никитовны Пановой. Ведь далеко не все поступки человека можно объяснить с помощью холодных логических умозаключений.
Другие же помещики Терновки не последовали примеру Пановой. В справочнике Тамбовской губернии 1862 года говорится: «село казённое и владельческое Терновка (Новосильцево) при реке Терновка, на почтовом тракте из Борисоглебска в Тамбов , 48 вёрст от Борисоглебска, 12 вёрст от Русаново. Дворов 193, мужчин 806, женщин 817, церковь». В итоге получается, что в канун отмены крепостного права Терновка считалась владельческим и казённым селом, так как часть её жителей находилась в крепостной зависимости.
Это история уникального природного объекта — Савальского леса. Природа села Терновка необыкновенно живописна, во многом благодаря удивительному по красоте лесу, созданному руками человека в сухой степи.
Оформление лесничества как хозяйственной единицы относится к 1861 году, о чём упоминает лесничий М. С. Боголюбов в докладной записке 1897 года Тамбовскому управлению земледелия и государственных имуществ. Оно состояло тогда из разбросанных в степи лесных урочищ. Лесные урочища находились друг от друга в 5 — 12 км и были окружены так называемыми оброчными статьями — сельскохозяйственными угодьями для сдачи в аренду местному населению. Тамбовская совещательная комиссия по устройству 13 июня 1868 года постановила: «Объединить оброчные статьи с лесными дачами и постепенно облесить их, главным образом, путём посева желудей». Работами по лесоразведению руководил человек необыкновенно целеустремлённый, энергичный и творческий — Боголюбов М. С. Главным лесничим высажены 561 га леса. Более 10 лет неустанного труда вложил Боголюбов в облесение двух надлуговых террас левого берега Савалы. Сыпучие пески этой местности были совсем бесплодны. Лесничий пробовал различные способы закладки культур, методы ухода, смешивание пород. Первые опыты были не совсем успешными. При обследовании посевов и посадок в 1883 году насчитывалось 92 гектара погибших культур и 164 гектара не вполне удавшихся, как об этом указывалось в отчётах лесничества. Посевы желудей в 1890 и 1892 годах на площади 44 гектара тоже погибли от морозов и засухи. Неудачи не смутили энергичного хозяина леса М. С. Боголюбова. С 1893 года он приступил к исправлению пострадавших культур пополнением их дубом и сосной, местами вводя лох, жёлтую акацию и вяз. Периоды неудач сменялись успехами, всё делалось методом проб и ошибок, ведь это были первые шаги лесоразведения в степи. Благодаря упорному труду и самоотверженной любви к своему делу М. С. Боголюбова сегодня Савальский лес является жемчужиной этого края и стоит на страже плодородных почв.

### Советский период
Во второй половине января 1918 года в селе уже была установлена Советская власть. Дальше был долгий и трудный путь укрепления в селе Советской власти. В 1929-30 годах началась коллективизация. Из газеты «Красное знамя» от 13 мая 1966 года можно узнать интересные факты: «В 1933 году в селе Терновка появился первый колёсный трактор, позже колхоз приобрёл молотилку. В 1933 году в селе появилась автомашина грузоподъёмностью в 1,5 тонны. Интересно и то, что первым шофёром была простая крестьянка Симонова».

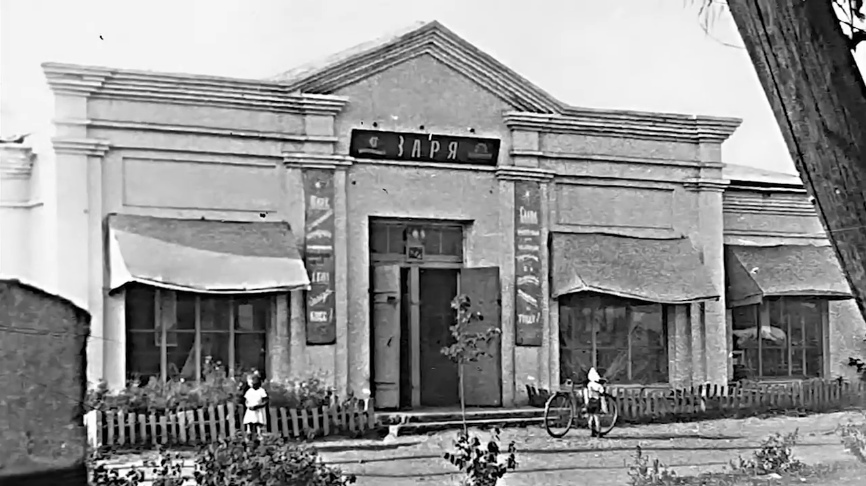
Фотография Терновки со времён СССР

Вокруг станции Терновка разрастается населённый пункт, которому суждено было стать центром Терновского района. С марта 1931 года в районе выходит газета «Красное знамя».
В годы Великой Отечественной войны на битву с фашистами из Терновки ушло 1185 человек. С фронта не вернулось 756 человек. За боевые заслуги в годы Великой Отечественной войны два уроженца Терновского сельского поселения удостоены высокого звания Героя Советского Союза: старшина 342-го стрелкового полка 136 дивизии 67 армии, уроженец с. Дубовицкое Иван Антонович Лапшев и генерал-лейтенант авиации Алексей Алексеевич Плохов, уроженец с. Терновка.
В 60-70 годах XX века развернулось строительство гражданских объектов. Железная дорога, которая проходит в направлении с севера на юг разделила станционный посёлок на две части: старую (улица Первомайская) и новую (улица Советская). Центр посёлка неоднократно перемещался. До Великой Отечественной войны он находился в западной части, там, где теперь располагается детский сад № 2 в здании бывшего райисполкома.
В 1982 году станционный посёлок Терновка и село Терновка объединили в единую административную единицу — село Терновка.
К 40-летию Победы в ВОВ построен Мемориал памяти павшим воинам в годы ВОВ. В 1985 году закончилось строительство культурно-спортивного комплекса, включавшего РДК со зрительным залом на 380 мест и стадион.

## Население
| 1959 | 1970  | 1979  | 1989  | 2002  | 2010  | 2021  |
| ---- | ----- | ----- | ----- | ----- | ----- | ----- |
| 3261 | ↗4555 | ↘4275 | ↗5158 | ↘4769 | ↗5671 | ↘4977 |

## Известные уроженцы
Митрополиит Антоний (в миру Иван Иванович Черемисов; род. 17 ноября 1939, Терновка, Терновский район, Воронежская область) — архиерей Русской православной церкви на покое, бывший митрополит Орловский и Болховский.

## Религия
- Христианство
- Ислам

## Интересные факты
- В 1840 году помещик Иван Николаевич Страхов переселил 99 крепостных крестьян из деревни Терновки Борисоглебского уезда Тамбовской губернии[11]. На новом месте ими была построена деревня Протянка (вероятно, по месту стоянки бурлаков, где они сушили протянки — синоним портянки)[12] — современный микрорайон Спартановка города Волгограда.[3]